# Alive (Empire of the Sun)
Alive è un singolo del gruppo musicale australiano Empire of the Sun, pubblicato il 15 aprile 2013 come primo estratto dal secondo album in studio Ice on the Dune.
Il singolo è stato inserito nel videogioco FIFA 14.

## Video musicale
Il video, diretto da Charles Scott e da Alex Theurer e filmato presso il Parco nazionale del Bryce Canyon, è stato reso disponibile il 29 aprile attraverso il canale YouTube del duo.

## Tracce
CD singolo (Stati Uniti)
1. Alive – 3:24
2. Alive (Instrumental) – 3:24

Download digitale
1. Alive (Zedd Remix) – 3:46
2. Alive (David Guetta Remix) – 5:56
3. Alive (M4SONIC Remix) – 3:29
4. Alive (Mat Zo Remix) – 5:40

## Classifiche

### Classifiche settimanali
| Classifica (2013)        | Posizione massima |
| ------------------------ | ----------------- |
| Australia                | 22                |
| Austria                  | 16                |
| Belgio (Fiandre)         | 63                |
| Belgio (Vallonia)        | 63                |
| Francia                  | 32                |
| Germania                 | 39                |
| Paesi Bassi              | 94                |
| Stati Uniti (dance club) | 1                 |
| Svizzera                 | 25                |

### Classifiche di fine anno
| Classifica (2013) | Posizione |
| ----------------- | --------- |
| Italia            | 51        |